# Kenny Vance
Kenny Vance (eigentlich Kenneth Rosenberg) (* 9. Dezember 1943 in New York City) ist ein US-amerikanischer Sänger und Musikproduzent, der ein Gründungsmitglied der Gruppe Jay & the Americans ist.

## Karriere
Vance hat bei einer Vielzahl von Film- und Fernsehproduktionen mitgearbeitet. Er war der musikalische Berater bei der Produktion der Filme Ich glaub’, mich tritt ein Pferd und Eddie und die Cruisers (Eddie and the Cruisers). Beim Letzteren suchte er für den Soundtrack die 1970er/1980er Band John Cafferty and the Beaver Brown Band aus. Für den Film Looking for an Echo komponierte er den Titelsong gleichen Namens und lieh dem Schauspieler Armand Assante seine Stimme.
1977 sang Vance als Gast in der New Yorker 90-Minuten-Fernsehshow Saturday Night Live und wurde 1980 deren musikalischer Direktor, als der er für das Engagement der musikalischen Gäste verantwortlich war. Er engagierte Aretha Franklin, Prince, ebenso wie James Brown.
Seit 1992 tritt er mit seiner eigenen Doo-Wop-Gruppe Kenny Vance & The Planotones auf.

## Diskografie
- 2004: Looking for an Echo
- 2008: Countdown to Love